# ابراهیم بن محمد وزیری
ابراهیم بن محمّد وزیری (۱۴۳۱–۱۵۰۸م) (نسب: ابراهیم بن محمد بن عبدالله بن هادی بن ابراهیم) فقیه و مجتهد زیدی یمنی بود. به تاریخ و شعر نیز پرداخت. جواهر الأخبار فی سیرة الأئمة الاخیار، بسامة أهل البیت، الفصول اللؤلؤیة فی الأصول، هدایة الأفکار فی شرح الأزهار از آثار اوست.